# Feldhockey-Bundesliga 2018/19 (Herren)
Die Hauptrunde der Saison 2018/19 in der Feldhockey-Bundesliga der Herren begann am 25. August 2018 und endete am 19. Mai 2019.
Die Endrunde der vier bestplatzierten Teams fand gemeinsam mit den Damen am Wochenende 18. und 19. Mai 2019 in Krefeld beim Crefelder HTC statt.

## Hauptrunde
Legende:

| (M) | Deutscher Meister                |
| (N) | Aufsteiger aus der 2. Bundesliga |
|     | Qualifikation für die Endrunde   |
|     | Absteiger in die 2. Bundesliga   |

| Platz | Club                     | Spiele | Tore   | Punkte |
| ----- | ------------------------ | ------ | ------ | ------ |
| 1.    | Uhlenhorst Mülheim (M)   | 22     | 95:040 | 53     |
| 2.    | KTHC Stadion Rot-Weiss   | 22     | 82:048 | 48     |
| 3.    | Mannheimer HC            | 22     | 70:031 | 41     |
| 4.    | UHC Hamburg              | 22     | 61:043 | 41     |
| 5.    | Harvestehuder THC        | 22     | 60:064 | 37     |
| 6.    | Berliner HC              | 22     | 59:056 | 31     |
| 7.    | Hamburger Polo Club (N)  | 22     | 49:055 | 30     |
| 8.    | Crefelder HTC            | 22     | 45:051 | 25     |
| 9.    | Club an der Alster       | 22     | 49:062 | 23     |
| 10.   | Nürnberger HTC           | 22     | 53:068 | 23     |
| 11.   | Düsseldorfer HC          | 22     | 30:067 | 15     |
| 12.   | TC Blau-Weiss Berlin (N) | 22     | 34:102 | 06     |

### Torschützen
Stand: 12. Mai 2019
| Rang | Spieler           | Club                   | Tore |
| ---- | ----------------- | ---------------------- | ---- |
| 1    | Timm Herzbruch    | Uhlenhorst Mülheim     | 29   |
| 2    | Gonzalo Peillat   | Mannheimer HC          | 25   |
| 3    | Tom Grambusch     | KTHC Stadion Rot-Weiss | 20   |
| 3    | Marco Miltkau     | KTHC Stadion Rot-Weiss | 20   |
| 5    | Martin Häner      | Berliner HC            | 19   |
| 6    | Michael Körper    | Harvestehuder THC      | 17   |
| 6    | Lukas Windfeder   | Uhlenhorst Mülheim     | 17   |
| 8    | Peter Kohl        | UHC Hamburg            | 16   |
| 9    | Jonathan Fröschle | Hamburger Polo Club    | 15   |
| 9    | Justus Weigand    | Nürnberger HTC         | 15   |

## Endrunde
Die Endrunde wird an einem Wochenende im Mai 2019 gemeinsam mit den Damen ausgetragen.
Sollte es keinen Sieger nach der regulären Spielzeit geben, gibt es einen Shoot-Out-Wettbewerb.
|  | Halbfinale | Halbfinale         | Halbfinale |  |  | Finale | Finale             | Finale |
|  |            |                    |            |  |  |        |                    |        |
|  |            |                    |            |  |  |        |                    |        |
|  | 1.         | Uhlenhorst Mülheim | 5          |  |  |        |                    |        |
|  | 4.         | UHC Hamburg        | 2          |  |  |        |                    |        |
|  | (1:0)      | (1:0)              | (1:0)      |  |  | H1     | Uhlenhorst Mülheim | 5      |
|  |            |                    |            |  |  | H2     | Mannheimer HC      | 4      |
|  | 2.         | Rot-Weiss Köln     | 2          |  |  | (4:2)  | (4:2)              | (4:2)  |
|  | 3.         | Mannheimer HC      | 3          |  |  |        |                    |        |
|  | (0:2)      |                    |            |  |  |        |                    |        |

| Deutscher Feldhockeymeister der Herren 2019 Uhlenhorst Mülheim | Kader: Lennart Küppers, Jonas Weißner, Lukas Windfeder, Ferdinand Weinke, Benedikt Fürk, Niklas Bosserhoff, Tobias Matania, Max Godau, Timm Herzbruch, Keegan Pereira, Jan Schiffer, Malte Hellwig, Sukhpal Panesar, Till Brock, Robert Duckscheer, Moritz Ludwig, Julius Meyer; Trainer: Omar Schlingemann |

## Auf- und Abstieg
Absteiger in die 2. Bundesliga 2019/20 sind der Düsseldorfer HC und der TC Blau-Weiss Berlin, beide steigen in verschiedene Gruppen ab.